# Gewog di Jurmey
Il gewog di Jurmey è uno dei diciassette raggruppamenti di villaggi del distretto di Mongar, nella regione Orientale, in Bhutan.